# Benalauría
Benalauría település Spanyolországban, Málaga tartományban. Benalauría Algatocín, Benarrabá, Cortes de la Frontera, Benadalid és Jubrique községekkel határos. Lakosainak száma 465 fő (2024).

## Népesség
A település népessége az elmúlt években az alábbi módon változott:
| Lakosok száma | 487  | 476  | 466  | 503  | 511  | 482  | 449  | 438  | 434  | 465  |
|               | 2001 | 2004 | 2007 | 2009 | 2012 | 2014 | 2017 | 2019 | 2022 | 2024 |